# Verbandsgemeinde Ramstein-Miesenbach
La comunità amministrativa di Ramstein-Miesenbach (Verbandsgemeinde Ramstein-Miesenbach) si trova nel circondario di Kaiserslautern nella Renania-Palatinato, in Germania.

## Comuni
Fanno parte della comunità amministrativa i seguenti comuni:
| Comune, città                        | Sup. (km²) | Abitanti |
| ------------------------------------ | ---------- | -------- |
| Hütschenhausen                       | 18,03      | 3 983    |
| Kottweiler-Schwanden                 | 7,61       | 1 248    |
| Niedermohr                           | 12,13      | 1 496    |
| Ramstein-Miesenbach, città           | 43,02      | 8 057    |
| Steinwenden                          | 11,83      | 2 423    |
| Verbandsgemeinde Ramstein-Miesenbach | 92,63      | 17 207   |

(Abitanti al 31 dicembre 2021)